# Parafia św. Franciszka z Asyżu w Fastach
Parafia pw. Świętego Franciszka z Asyżu w Fastach – rzymskokatolicka parafia należąca do dekanatu Białystok–Bacieczki, archidiecezji białostockiej, metropolii białostockiej.

## Historia parafii
Parafia w Fastach została utworzona 29 czerwca 2001 przez arcybiskupa białostockiego Wojciecha Ziembę. Jej obszar wydzielono z terenu parafii NMP Królowej Rodzin w Białymstoku i św. Jana Chrzciciela w Choroszczy. Pierwszym proboszczem został mianowany ks. Sławomir Ostrowski.

## Obszar parafii
W 2001 r. parafia została określona w granicach:
- Od północy: rzeka Supraśl od kolonii Dzikie; rzeka Biała do wysokości Kombinatu Fasty
- Od południa: tory z Kombinatu Fasty do torów Białystok — Ełk oraz granica wsi Fasty do wsi Dzikie
- Od zachodu: zachodnia granica wsi i kolonii Dzikie do rzeki Supraśl
- Od wschodu: ul. Polonijna od ul. Produkcyjnej do Szosy Ełckiej

W granicach parafii znajdują się
- Fasty
- część Białegostoku obejmująca ulice:[2]:

- Atłasowa,
- Kaszmirowa,
- Produkcyjna,
- szosa Ełcka

## Miejsca święte
Kościół parafialny
Jako świątynia parafialna służy tymczasowa kaplica, urządzona ze stodoły. 4 października 2001 poświęcił ją arcybiskup Wojciech Ziemba. W 2003 został poświęcony plac pod budowę kościoła parafialnego. W 2007 uzyskano pozwolenie i rozpoczęto budowę kościoła i plebanii według projektu Krystyny Kakareko.
Cmentarz
- o powierzchni 2 ha, oddalony ok. 2 km od kościoła, poświęcony 2 listopada 2004 przez arcybiskupa białostockiego

## Proboszczowie
- 2001 – 2010 : ks. Sławomir Ostrowski
- od 2010 : ks. Wiesław Mańczuk